# Metis (satelit)

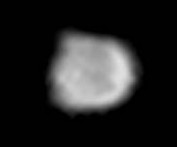
Metis fotografiat de Galileo pe 4 ianuarie 2000

Metis, cunoscut și sub numele de Jupiter XVI, este cel mai interior satelit cunoscut al lui Jupiter. A fost descoperit în 1979 în imaginile făcute de Voyager 1 și a fost numită în 1983 după prima soție a lui Zeus, Metis. Observații suplimentare făcute între începutul anului 1996 și septembrie 2003 de către sonda spațială Galileo au permis ca suprafața acestuia să fie fotografiată.
Metis este în rotație sincronă cu Jupiter, iar forma sa este foarte asimetrică, unul dintre diametre fiind aproape de două ori mai mare decât cel mai mic. Este, de asemenea, una dintre cei doi sateliți cunoscuți că orbitează în jurul lui Jupiter în mai puțin de durata zilei lui Jupiter, celălalt fiind Adrastea. Orbitează în interiorul inelului principal al lui Jupiter și se crede că este un contributor major de material pentru inele.

## Descoperire și observații

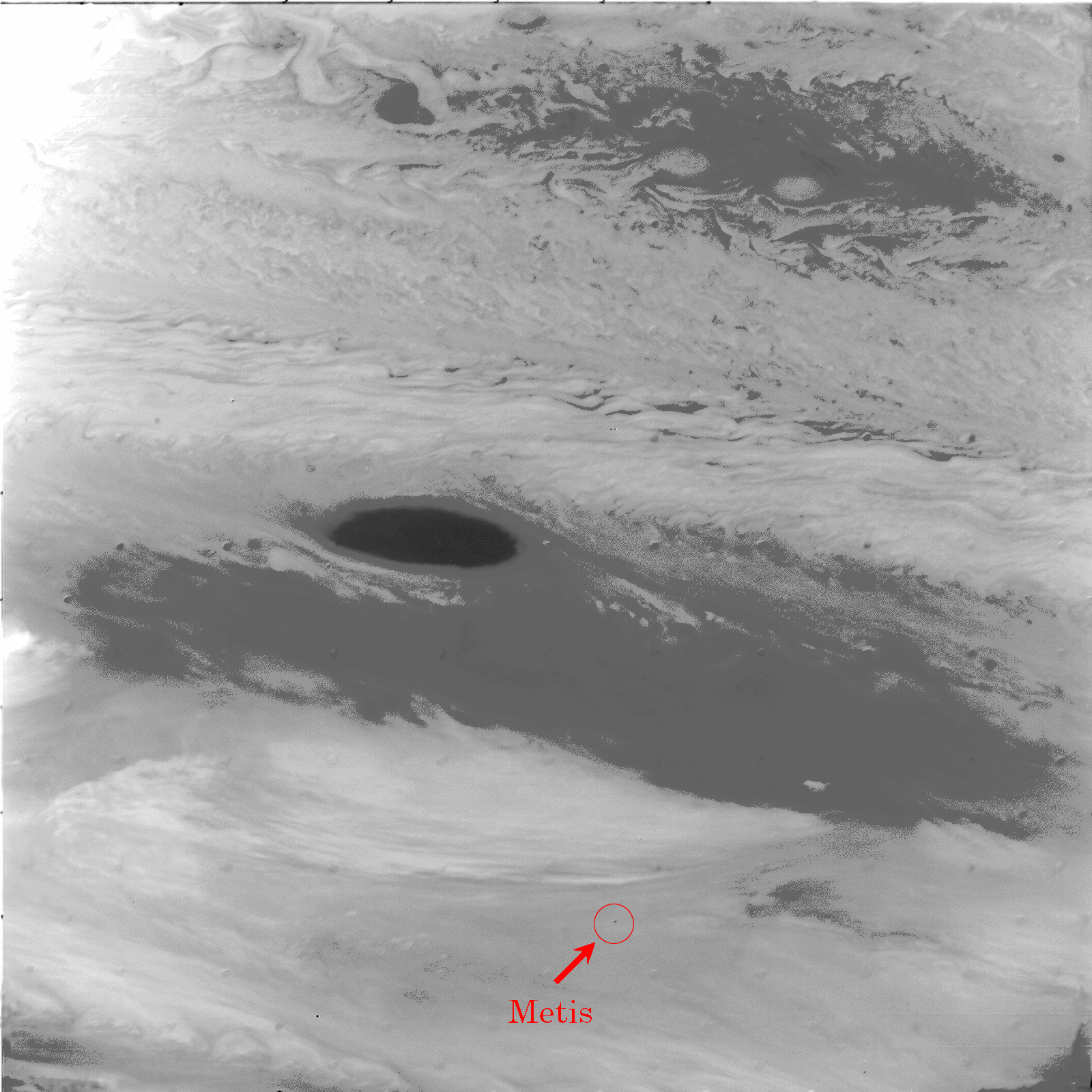
Imagine de descoperire Voyager 1 a lui Metis de pe 4 martie 1979, arătând silueta minusculă a satelitului pe fundalul norilor lui Jupiter

Metis a fost descoperit în 1979 de Stephen P. Synnott în imaginile făcute de sonda Voyager 1 și a fost denumit provizoriu ca S/1979 J 3. În 1983, a fost numit oficial după mitologica Metis, o Titanesă care a fost prima soție a lui Zeus (echivalentul grecesc al lui Jupiter). Fotografiile făcute de Voyager 1 l-au arătat pe Metis doar ca un punct și, prin urmare, cunoștințele despre Metis au fost foarte limitate până la sosirea sondei spațiale Galileo. Galileo a fotografiat aproape toată suprafața lui Metis și a impus constrângeri asupra compoziției sale din 1998.
Deși nava Juno, care a ajuns la Jupiter în 2016, are o cameră numită JunoCam, este aproape în întregime concentrat pe observații cu Jupiter însuși. În timpul observațiilor de aproape ale lui Jupiter, acesta poate surprinde câteva imagini îndepărtate ale sateliților cei mai interiori, Metis și Adrastea.

## Caracteristici fizice
Metis are o formă neregulată și are o mărime de 60 × 40 × 34 km, ceea ce îl face al doilea cel mai mic dintre cei patru sateliți interiori ai lui Jupiter. Prin urmare, o estimare aproximativă a suprafeței sale ar putea fi plasată între 5.800 și 11.600 de kilometri pătrați (aprox. 8.700). Compoziția totală și masa lui Metis nu sunt cunoscute, dar presupunând că densitatea sa medie este ca cea a lui Amalthea (~0,86 g/cm3), masa sa poate fi estimată la ~3,6×1016 kg. Această densitate ar sugera faptul că este compus din gheață cu o porozitate de 10-15%.
Suprafața lui Metis are multe cratere, este întunecată și pare să fie roșiatică. Există o asimetrie substanțială între emisfere: o emisferă este de 1,3 ori mai strălucitoare decât cealaltă emisferă. Asimetria este probabil cauzată de viteza și frecvența mai mare a impacturilor asupra emisferei conducătoare, care excavează un material strălucitor (probabil gheață) din interiorul său.

## Orbită și rotație
Metis este cel mai interior dintre cei patru mici sateliți interiori ai lui Jupiter. Orbitează în jurul lui Jupiter la o distanță de ~128.000 km (1,79 raze ale lui Jupiter) în inelul principal al lui Jupiter. Orbita lui Metis are o foarte mică excentricitate (~0,0002) și înclinare (~0,06°) față de ecuatorul lui Jupiter.
Datorită rotației sincrone, Metis se rotește sincron cu perioada sa orbitală (aproximativ 7 ore), cu axa cea mai lungă aliniată spre Jupiter.
Metis se află în interiorul razei orbitei sincrone a lui Jupiter (la fel ca și Adrastea) și, ca urmare, forțe mareice fac încet orbita sa se degradeze. Dacă densitatea sa este similară cu cea a lui Amalthea, orbita lui Metis se află interior limitei Roche fluidă ; cu toate acestea, pentru că nu s-a distrus, trebuie să se afle în afara limitei Roche rigide.
Metis este cel mai rapid satelit al lui Jupiter. Orbitează în jurul lui Jupiter cu 31,5 km/s.
Jupiter crează o umbră asupra întregului Metis timp de 68 de minute în fiecare zi Metiană.

## Relație cu inelele lui Jupiter

Metis orbitează la marginea Inelului principal al lui Jupiter, așa cum a fost fotografiat de sonda spațială New Horizons pe 24 februarie 2007

Orbita lui Metis se află la aproximativ 1000 km în inelul principal al lui Jupiter. Orbitează într-un gol din inel cu o lățime de aproximativ 500 km. Golul este în mod clar legat de satelit, dar originea acestei conexiuni nu a fost stabilită. Metis furnizează o parte semnificativă din praful inelului principal. Acest material pare să fie alcătuit în principal din material care este aruncat de pe suprafețele celor patru mici sateliți interiori ai lui Jupiter prin impacturi cu meteoriți. Este ușor ca resturile din impact să se piardă de la sateliți în spațiu, deoarece suprafețele sateliților se află destul de aproape de marginea sferelor lor Roche din cauza densității lor scăzute.